# Ivan Kovaliov
Ivan Aleksàndrovitx Kovaliov (en rus Иван Александрович Ковалёв) (Iekaterinburg, 26 de juliol de 1986) és un ciclista rus, professional des del 2006 i combinà tant la ruta com la pista.
A la carretera el seu principal triomf ha estat la victòria al Gran Premi de Moscou de 2013.
A la pista destaca el Campionat Mundial de Scratch de 2014, i diferents proves a la Copa del Món.

## Palmarès en pista
- 2005
  -  Campió d'Europa sub-23 en Persecució per equips (amb Valeri Valinin, Sergey Kolesnikov i Alexander Khatuntsev)
- 2008
  -  Campió d'Europa sub-23 en Puntuació
- 2011
  -  Campió de Rússia en Òmnium
  -  Campió de Rússia en Persecució per equips (amb Evgeny Kovalev, Aleksei Màrkov i Alexander Serov)
- 2014
  -  Campió del món de Scratch

### Resultats a laCopa del Món
- 2005-2006
  - 1r a la Classificació general i a la prova de Moscou, en Scratch
- 2006-2007
  - 1r a Moscou, en Scratch
- 2009-2010
  - 1r a Manchester, en Scratch
- 2011-2012
  - 1r a Astanà i Pequín, en Persecució per equips

## Palmarès en ruta
- 2009
  - Vencedor d'una etapa als Cinc anells de Moscou
  - Vencedor d'una etapa a la Volta a Costa Rica
- 2010
  - Vencedor d'una etapa als Cinc anells de Moscou
- 2011
  - Vencedor de 2 etapes al Friendship People North-Caucasus Stage Race
- 2013
  - 1r al Gran Premi de Moscou